# Nominalisme
Nominalismen var ét af de tre standpunkter i striden om almenbegreberne (universaliestriden), som tilspidsedes i middelalderen. Nominalisterne hævdede, at almenbegreber kun er navne, at begreberne kun er begreber, der ingen realitet har i sig selv. Striden var afgørende for datidens religiøse filosofi og den drejede frem for alt om ét begreb: Gud. Nominalisterne er skeptikere, der tvivler på sandheden, og de mener, at man ikke kan bevise Guds eksistens ud fra et begreb om det guddommelige. Kun udsagn, der hviler på erfaring, er sande (empirisme). Troen kan derfor ikke bygge på fornuften, men på Bibelen og kirkens autoritet. Martin Luther og flere andre reformationsteologer var stærkt påvirket af nominalismen.
Den mest kendte nominalist er William af Ockham, som blandt andet huskes for sit økonomiske filosofiprincip "Ockhams Ragekniv".
Det modsatte standpunkt kaldes realisme, mens et midterstandpunkt blev indtaget af konceptualisterne.
Bogen Rosens navn beskriver en fiktiv nominalist, William af Baskerville, der skal opklare mord på et kloster, fyldt med begrebsrealister, som er af modsat holdning.